# Doslidnytske
Doslidnytske (ukrainien : Дослідницьке, russe : Дослидницкое) est une commune urbaine de l'oblast de Kiev, en Ukraine. Elle compte 1 862 habitants en 2021.